# Ольгово
О́льгово (рос. Ольгово) — село у складі Дмитровського міського округу Московської області, Росія.

## Населення
Населення — 268 осіб (2010; 272 у 2002).
Національний склад (станом на 2002 рік):
- росіяни — 98 %